# Ararat-Anomalie
Koordinaten: 39° 42′ 10″ N, 44° 16′ 30″ O

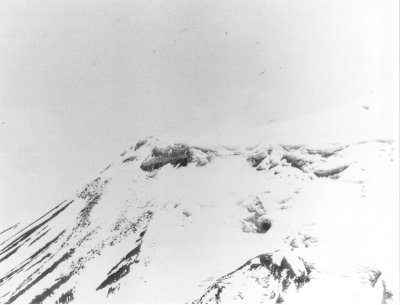
Ein Bild der Ararat-Anomalie aus dem Jahr 1949

Die Ararat-Anomalie ist eine ungewöhnliche Struktur auf einem der Schneefelder des Ararat in der Türkei in der Nähe des Berggipfels. Die Struktur wurde 1949 auf Luftaufnahmen entdeckt und bekannt, weil sie als Überrest der Arche Noah aus der Bibel (1. Mose 6–8 ) interpretiert wurde.

## Beschreibung
Auf den Fotos ist die „Anomalie“ ein mehrere Hundert Meter großer dunkler Fleck auf der nordwestlichen Ecke des westlichen Plateaus, etwa 2,2 km westlich des 5137 m hohen Gipfels, am Rande eines steilen Abhangs.

## Herkunft und Verbreitung des Bildmaterials
Die Struktur wurde erstmals 1949 während einer US-Air-Force-Luftaufklärungsmission aufgenommen – das Ararat-Massiv befindet sich auf der ehemaligen türkisch-sowjetischen Grenze. Es war somit von militärischem Interesse. Die Akte wurde von der Luftaufklärung der Air-Force 1949 unter dem Stichwort Ararat Anomaly abgelegt. Sechs Bilder aus dem Jahr 1949 wurden 1995 im Rahmen des US-amerikanischen Informationsfreiheitsgesetzes an den Privatgelehrten Porcher Taylor herausgegeben, einen Lehrer für Rechtsanwaltsfachgehilfen an der University of Richmond. Taylor hofft, die Arche gefunden zu haben, und sammelt seither alle erreichbaren Luftaufnahmen der Region.
2000 gab auf Taylors Betreiben die Zeitschrift Insight on the News der Firma Space Imaging (jetzt GeoEye) den Auftrag für neue Aufnahmen mit dem Satelliten IKONOS, die am 5. August und 13. September 2000 aufgenommen wurden. GeoEye erzeugte aus den Bildern ein CGI-Video, das nach ungefähr der halben Laufzeit die „Anomalie“ zeigt. 2006 veranlasste Taylor Aufnahmen des kommerziellen Erkundungssatelliten QuickBird.
2006 gab der amerikanische Millionär Daniel McGivern Satellitenfotos in Auftrag. Er wollte mit einem türkischen Archäologen das vermeintliche Wrack am Ararat erkunden.

## Expeditionen und Interpretation des Bildmaterials
Privatpersonen haben mehrmals vergeblich versucht, vor Ort die angeblichen Überreste der Arche zu finden. Eine Erforschung am Ort der „Anomalie“ hat bis 2004 jedoch nicht stattgefunden.
Die von Insight befragten Spezialisten schlossen 2000 ein von Menschenhand errichtetes Bauwerk nicht aus, glaubten aber, dass die Anomalie geologischen Ursprungs sei. Auch einer ZDF-Dokumentation aus dem Jahr 2006 zufolge handelt es sich nur um eine Gesteinsformation.